# Ilse Forster
Ilse Forster (ur. 2 września 1922 w Neusalz) – niemiecka nadzorczyni SS (SS-Aufseherin) w fabrykach i nazistowskich obozach koncentracyjnych.

## Życiorys
Była zatrudniona podczas wojny jako pracownica fizyczna w fabryce w Grünberg (pol. Zielona Góra). 17 sierpnia 1944 zgłosiła się do SS do służby SS-Aufseherin i przeszła w obozie pracy w Langenbielau sześciotygodniowe przeszkolenie. Następnie została skierowana do fabryki w Zielonej Górze, gdzie została nadzorczynią pracowników przymusowych i więźniów. Pod koniec stycznia 1945 otrzymała rozkaz ewakuacji więźniów do KZ Guben. Stamtąd konwojowała więźniów do Bergen-Belsen, gdzie przybyła 17 albo 18 lutego 1945. W Bergen–Belsen otrzymała funkcję dozorczyni w łaźniach, a po paru dniach została przeniesiona jako nadzorczyni do kuchni obozowej nr 1. Tam maltretowała i biła więźniów. Pozostała w Bergen–Belsen do wyzwolenia obozu przez armię brytyjską.
Została oskarżona podczas pierwszego procesu załogi Bergen–Belsen w Lüneburgu (nr oskarżonej 33) za zbrodnie popełnione w tym obozie i skazana na 10 lat więzienia. Ta stosunkowo łagodna kara wynikała z krótkiej przynależności Forster do SS. Została zwolniona 21 grudnia 1951. Jej dalsze losy są nieznane.